# Equulites
Equulites là một chi cá trong họ Cá liệt bản địa phân bố từ Ấn Độ Dương cho tới Tây Thái Bình Dương

## Các loài
Các loài sau đây được ghi nhận trong chi này
- Chi Equulites
  - Equulites absconditus Chakrabarty & Sparks, 2010
  - Equulites antongil (Sparks, 2006)
  - Equulites elongatus (Günther, 1874): Cá liệt dài
  - Equulites klunzingeri (Steindachner, 1898)
  - Equulites laterofenestra (Sparks & Chakrabarty, 2007)
  - Equulites leuciscus (Günther, 1860) Whipfin ponyfish
  - Equulites moretoniensis (Ogilby, 1912): Cá liệt vịnh Moreton
  - Equulites rivulatus (Temminck & Schlegel, 1845): Cá bâu vệt hay cá ngãng sọc
  - Equulites stercorarius (Evermann & Seale, 1907)